# Елисаветградское кавалерийское училище
Елисаветградское кавалерийское училище — кавалерийское военно-учебное заведение Русской императорской армии.
Училищный праздник: 26 ноября, учреждён с 1877 года.
Дислокация: Россия, Херсонская губерния, Елисаветград, Дворцовая улица.

## История
По окончании Крымской войны было предположено устроить Юнкерские школы во всех армейских корпусах, но, за недостатком денежных средств в военном ведомстве и неудобством организации военно-учебных заведений при корпусных штабах, передвигавшихся вместе с войсками с места на место, таких школ было открыто всего три.
Офицерское кавалерийское училище (1859 — 1865) основано генералом от кавалерии бароном И. П. Оффенбергом, в месте пребывания корпусного штаба (в городке Казармы Селищенские Новгородской губернии) для подготовки нижних чинов к офицерскому званию, а на его базе образовано Елисаветградское училище, предназначенное для специального образования офицеров кавалерии, со сроком обучения два года.

Гордился город своим кавалерийским юнкерским училищем (таких училищ было в России всего три: в Елисаветграде, в Петербурге... и в Твери). Занимало оно бывший дворец, построенный при императоре Николае I, так как государь Николай Павлович часто бывал в Малороссии - тогдашнем всероссийском центре расположения кавалерии, жил подолгу в Елисаветграде... Дворец состоял из трех корпусов строгой архитектуры; эти три корпуса и манеж обрамляли громаднейший плац (больше московской Театральной площади) для верховой езды, скачек, учений и прочего, который был еще окружен широкой полосой сада с прекрасными аллеями и скверами. Там стояли столики под навесами, играла музыка и подавалось мороженое: публика усаживалась за столики и сквозь зелень наблюдала за вольтижировкой юнкеров.— Георгий Яковлевич Эрдели, «Воспоминания», журнал «История Государства Российского», № 1, 2009 год.
- Сформировано 1 сентября 1865 года под наименованием Елисаветградского кавалерийского юнкерского училища для комплектования офицерского состава кавалерийских частей Киевского, Харьковского и Одесского военных округов[3], торжественно открыто 26 сентября 1865 года. Курс в юнкерском училище составлял 2 года.
- 6 августа 1866 года — Елисаветградское кавалерийское юнкерское училище повелено слить с учебным кавалерийским эскадроном в одно учреждение, которому (эскадрону) сохранить наименование Учебного кавалерийского эскадрона.
- 1876 году — Учрежден казачий отдел на 35 человек.
- 1886 году — Казачий отдел переведён в Новочеркасское казачье училище. С 1869 года в училище могли поступать и унтер-офицеры, призванные по набору.
- 5 июля 1902 года — Переименовано в Елисаветградское кавалерийское училище. Курс в училище составлял три года, и делится на три класса — один общий и два специальных. Для поступления требовалось окончить 6 классов гимназии или сдать соответствующий экзамен. В 1904 году произведен последний выпуск из закрываемых юнкерских отделений.

В ноябре 1917 года училище было расформировано.
В 1920-е гг. в Белграде было организовано Общество бывших юнкеров Елисаветградского кавалерийского училища.

## Переменный состав
Переменный личный состав, штатное количество (на год):
- 60  юнкеров (1865);
- 150 юнкеров (1868)[3];
- 200 юнкеров (1871)[3];
- 300 юнкеров (1874)[3].

## Начальники училища
- 1865 — полковник Руссо, Осип Гаврилович
- 24.03.1873 — 23.04.1878 — полковник Миллер, Александр Карлович
- 06.06.1878 — 16.03.1886 — полковник Рынкевич, Ефим Ефимович (генерал)
- 04.04.1886 — 06.01.1891 — полковник Сахаров, Владимир Викторович
- 07.01.1891 — 12.06.1896 — полковник Литвинов, Александр Иванович
- 25.07.1896 — 31.03.1904 — полковник (с 14.04.1902 генерал-майор) Самсонов, Александр Васильевич
- 31.03.1904 — 21.04.1905 — генерал-майор де Витт, Лев Владимирович
- 21.04.1905 — 08.01.1907 — полковник (с 02.04.1906 генерал-майор) Мориц, Александр Арнольдович
- 24.02.1907 — 15.06.1910 — генерал-майор Новиков, Александр Васильевич
- 14.08.1910 — 1914 — полковник Петерс, Владимир Николаевич
- 1914 — 1917 — генерал-майор Лишин, Владимир Григорьевич
- 12.11.1916 — 02.1918 — генерал-майор Савельев, Виктор Захарьевич
- 1918 — генерал-майор Гернгросс, Борис Владимирович
- 1919 — генерал-майор Прохоров, Сергей Дмитриевич